# Gassulawiya
Gassulawiya (también escrito Gaššulawiya) fue una reina hitita (Tawananna), esposa del rey Mursili II (Imperio nuevo) que reinó, aproximadamente de 1321 a 1295 a. C. (cronología corta). Habría muerto en 1312 a. C.

## Biografía
Se sabe que Gassulawiya tuvo varios hijos, entre ellos una chica llamada Massanauzzi (llamado Matanaza en correspondencia con Ramsés II) que se casó con Masturi, rey de un estado vasallo y tres hijos, Muwatalli II, Hattusili III y Halpasulupi. Mursili tuvo tres hijos de una segunda esposa, Tanuhepa, cuyos nombres no nos han llegado.
Al final de su vida Gassulawiya estuvo muy enferma: rezó a una estatua de la diosa Lelwani para que aliviaran sus dolores de cabeza.